# Sporetus guttulus
Sporetus guttulus là một loài bọ cánh cứng trong họ Cerambycidae.